# Sankt Georgen im Lavanttal
Sankt Georgen im Lavanttal é um município da Áustria localizado no distrito de Wolfsberg, no estado de Caríntia.